# Усов
 Тази статия е за града в Чехия.  За демоничния персонаж в българските вярвания със същото име вижте Устрел.  
Усов(на чешки: Úsov; на немски: Mährisch Aussee; на идиш: Асйва) е градче в Оломоуцки край на Чешката Република.

## Административно деление
- Усов (Úsov)
- Бездеков у Усова (Bezděkov u Úsova)